# 小樽明峰高等学校
小樽明峰高等学校（おたるめいほうこうとうがっこう、Otaru Meihou High School）は、北海道小樽市にある私立の高等学校である。学校法人共育の森学園が経営する。

## 沿革
- 1953年 - 共学の小樽青峰高等学校として創立。
- 1956年 - 小樽昭和高等学校に改称。
- 1960年 - 女子校となる。
- 1995年 - 共学に戻し、小樽明峰高等学校に改称。
- 2006年8月4日 - 学校法人小樽昭和学園の民事再生法適用申請により、予備校を運営するタカガワの経営支援を受ける。
- 2007年
  - 6月13日 - 札幌地方裁判所が職権により、タカガワを経営から外し新たに管財人2名を任命した。
  - 9月18日 - 理事会にて法人名を小樽高川学園から共育の森学園に変更。

## 系列校
- 小樽短期大学
- 小樽看護専門学校